# Dead Set (album)
Pour la série télévisée, voir Dead Set.
Albums de Grateful Dead
Reckoning
(1981) In the Dark
(1987)
Dead Set est un album live du Grateful Dead sorti en 1981.
Il provient de deux séries de concerts, ceux donnés au Warfield Theatre de San Francisco du 25 septembre au 14 octobre 1980, et ceux donnés au Radio City Music Hall de New York du 22 au 31 octobre. Les mêmes concerts ont également donné lieu à l'album Reckoning, sorti quelques mois avant Dead Set, mais ce dernier n'inclut que des titres électriques là où Reckoning se concentrait sur des titres acoustiques.

## Titres
En 1986, la première édition CD comprend Space et non Rhythm Devils, pour des raisons de taille ; la première édition masterisée au début des années 1990 comprend Rhythm Devils et non Space.

### CD 1
| No  | Titre                               | Auteur                                | Durée |
| --- | ----------------------------------- | ------------------------------------- | ----- |
| 1.  | Samson and Delilah (Traditionnel)   |                                       | 5:06  |
| 2.  | Friend of the Devil                 | Jerry Garcia, Robert Hunter           | 7:31  |
| 3.  | New Minglewood Blues (Traditionnel) |                                       | 4:44  |
| 4.  | Deal                                | Garcia, Hunter                        | 4:34  |
| 5.  | Candyman                            | Garcia, Hunter                        | 7:20  |
| 6.  | Little Red Rooster                  | Willie Dixon                          | 4:33  |
| 7.  | Loser                               | Garcia, Hunter                        | 5:55  |
| 8.  | Passenger                           | Phil Lesh, Peter Monk                 | 3:23  |
| 9.  | Feel Like a Stranger                | Bob Weir, John Perry Barlow           | 5:44  |
| 10. | Franklin's Tower                    | Garcia, Bill Kreutzmann, Hunter       | 5:25  |
| 11. | Rhythm Devils                       | Mickey Hart, Bill Kreutzmann          | 4:02  |
| 12. | Space                               | Lesh, Brent Mydland, Kreutzmann, Hart | 2:29  |
| 13. | Fire on the Mountain                | Hart, Hunter                          | 6:48  |
| 14. | Greatest Story Ever Told            | Hart, Weir, Hunter                    | 4:05  |
| 15. | Brokedown Palace                    | Garcia, Hunter                        | 5:47  |

### CD 2
En 2006, Le label Rhino réédite cet album dans le cadre du coffret Beyond Description (1973-1989), sous la forme d'un double CD remasterisé. Le premier CD reprend l'album original et le second inclut 10 titres supplémentaires provenant des mêmes concerts :
- les titres 1 et 2 ont été enregistrés le 26 octobre au Radio City Music Hall ;
- les titres 3, 5 et 6 ont été enregistrés le 13 octobre au Warfield Theatre ;
- les titres 4 et 7 ont été enregistrés en octobre au Warfield Theatre (jour inconnu) ;
- le titre 8 a été enregistré le 10 octobre au Warfield Theatre ;
- le titre 9 a été enregistré le 7 octobre au Warfield Theatre ;
- le titre 10 a été enregistré le 4 octobre au Warfield Theatre.

| No  | Titre                     | Auteur                    | Durée |
| --- | ------------------------- | ------------------------- | ----- |
| 1.  | Let It Grow               | Weir, Barlow              | 9:38  |
| 2.  | Sugaree                   | Garcia, Hunter            | 9:51  |
| 3.  | C.C. Rider (traditionnel) |                           | 7:17  |
| 4.  | Row Jimmy                 | !Garcia, Hunter           | 10:14 |
| 5.  | ‘Lazy Lightning           | Weir, Barlow              | 3:25  |
| 6.  | Supplication              | Weir, Barlow              | 5:50  |
| 7.  | High Time                 | Garcia, Hunter            | 8:40  |
| 8.  | Jack Straw                | Weir, Hunter              | 6:17  |
| 9.  | Shakedown Street          | Garcia, Hunter            | 10:42 |
| 10. | Not Fade Away             | Buddy Holly, Norman Petty | 4:50  |